# Momordica jeffreyana
Momordica jeffreyana är en gurkväxtart som beskrevs av Keraudr. Momordica jeffreyana ingår i släktet Momordica och familjen gurkväxter. Inga underarter finns listade i Catalogue of Life.